# Mail Arrouy
 (août 2009).
Si vous disposez d'ouvrages ou d'articles de référence ou si vous connaissez des sites web de qualité traitant du thème abordé ici, merci de compléter l'article en donnant les références utiles à sa vérifiabilité et en les liant à la section « Notes et références ».
Le Mail Arrouy ou rocher Rouge est un sommet des Pyrénées françaises dans le département des Pyrénées-Atlantiques en région Nouvelle-Aquitaine. Il culmine à 1 251 m d'altitude.

## Toponymie
Le Mail Arrouy signifie en béarnais « mont rouge » faisant référence à sa forme de volcan.

## Géographie

### Topographie
Ce sommet montagneux du contrefort du piémont oloronais appartient aux « montagnes basses ».
Ce contrefort s'étale du village de Lurbe-Saint-Christau jusqu'au Bager d'Oloron ; cet alpage appartient à la commune d'Oloron.

### Hydrographie
Cette montagne calcaire, grâce à sa source du Lourtau, approvisionne la commune d'Oloron-Sainte-Marie avec ses 13 000 habitants. Le Mail Arrouy ou Binet détient trois sources pour abreuver le bétail : deux à 900 m d'altitude nommées le Pédouidhl, où les randonneurs s'arrêtent pour s'abreuver, et l'Arque 300 m à l'ouest du sentier avec un débit-jour de 3 000 litres en temps sec. La troisième qui se situe à 1 100 m d'altitude à 2 000 mètres à l'ouest du sentier est une source très capricieuse. Ainsi, par temps sec on ne peut pas remplir un verre, en revanche une heure après un orage celle-ci ressemble à un torrent de montagne.

## Activités
Cette montagne fait partie des 32 randonnées en Béarn grâce à un panorama exceptionnel pouvant porter jusqu'à 75 km à la ronde en temps de soleil estival. Dans cette région la transhumance est très active avec quelque 200 vaches qui accompagnent les randonneurs dans leurs périples.